# Peter Gandy (Autor)
Peter Gandy ist ein britischer Autor. Bekanntheit erlangte er mit Werken über Jesus.

## Leben
Gandy schloss als M.A. in classical civilization ab. Er befasste sich thematisch ausführlich mit der Mystik und Gesellschaftsformen der Klassik, vornehmlich mit dem Mysterienkult. Er gilt als Experte zum Thema Heidentum. Einer breiten Öffentlichkeit wurde er mit Büchern bekannt, die er gemeinsam mit Timothy Freke verfasst hat. Darin vertritt er im Sinne des Jesus-Mythos die Auffassung, dass Jesus von Nazareth nie existiert habe, sondern vielmehr lediglich aus einer mystischen Vorstellung heidnischer Kulte heraus überliefert wurde.

## Werke
- The Complete Guide to World Mysticism. 1998.
  - Die Welt der Mystik. Die mystischen Traditionen von Buddhismus, Christentum, Hinduismus, Islam, Judentum, Schamanismus. Goldmann, München 2001, ISBN 978-3-442-21540-9
- The Hermetica: The Lost Wisdom of the Pharoahs. 1998.
- The Wisdom of the Pagan Philosophers (The Wisdom of the World). 1999.
- The Jesus Mysteries: Was the „Original Jesus“ a Pagan God? 1999, ISBN 0-7225-3676-3.
- Jesus and the Lost Goddess: The Secret Teachings of the Original Christians. 2002.
- The Laughing Jesus: Religious Lies and Gnostic Wisdom. 2005.
- The Gospel of the Second Coming. 2007.